# 相州箱根湖水
「相州箱根湖水」（そうしゅうはこねのこすい）は、葛飾北斎の名所浮世絵揃物『冨嶽三十六景』全46図中の1図。落款は「前北斎為一筆」とある。

## 概要
相州箱根湖水とは秋里籬島の名所図会『東海道名所図会』巻之五に登場する名称で、神奈川県足柄下郡箱根町にある芦ノ湖の別名である。画面中央に大きく湖が描かれ、その湖畔には箱根神社と箱根駒ヶ岳が配置され、その奥に富士山が顔を覗かせている。富士山の左側は配置から三国山と思われる。湖は凪ぎ、人の姿は見えず、すやり霞の効果によって画面全体に静謐で神秘的な雰囲気が漂っている。

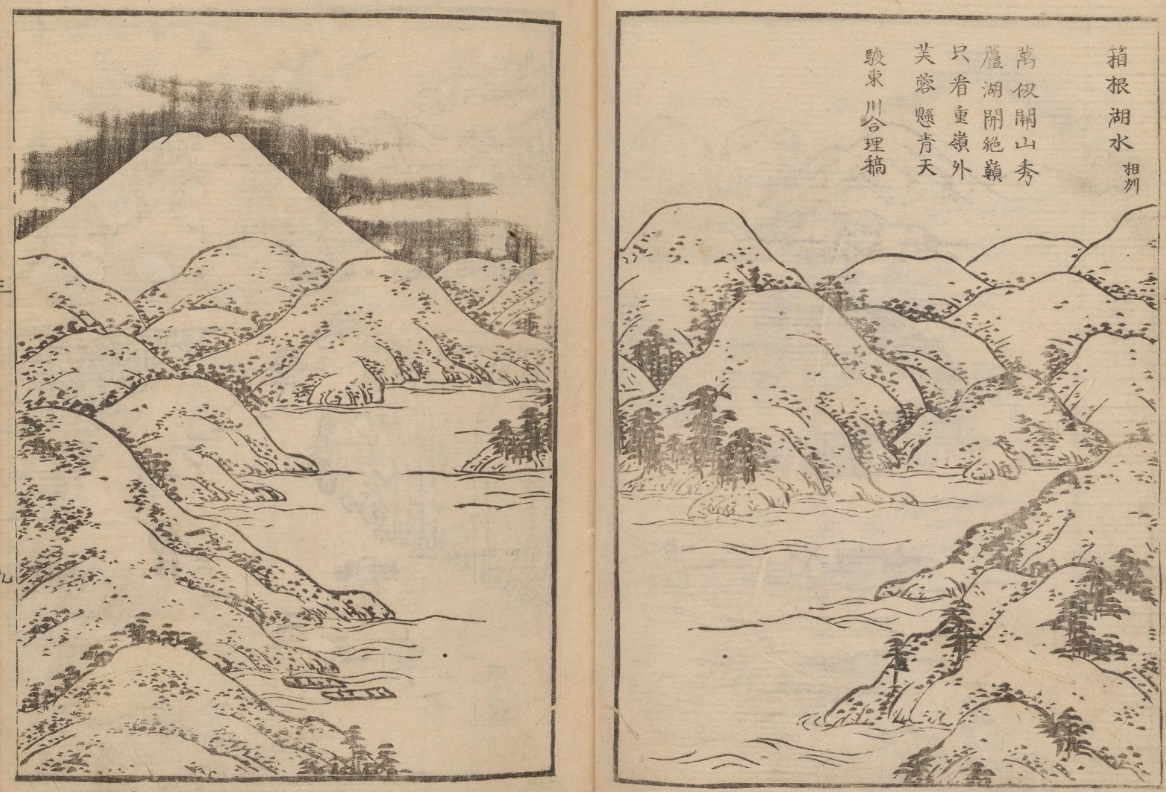
河村岷雪『百富士』巻三「箱根湖水」

芦ノ湖越しに富士山を左後方に眺めるという構図は河村岷雪の『百富士』「箱根湖水」で採用された構図であり、画題も共通していることから、本作品はその影響を強く受けたものと考えられている。『冨嶽三十六景』の作品の中でも空間の広がりが見えず、平面性が強調された作品となっており、それが箱根権現の神聖性を表現するための意図的な狙いであるのかどうかについては意見が分かれている。版を重ねるにつれて駒ヶ岳の陰影や山肌が強調されるようになっている。